# Jan Sychra
Jan Sychra (* 21. března 1969, Brno, Československo) je český sportovní střelec (skeetař), reprezentant České republiky a Dukly Hradec Králové.
Čtyřikrát si vybojoval účast na olympijských hrách, třikrát se her účastnil. V roce 1996 v Atlantě vybojoval 15. místo, v Athénách v roce 2004 9. místo, na hry v roce 2000 v Sydney se nakonec i přes vybojovanou účast nepodíval. V roce 2008 reprezentoval ČR na olympijských hrách v čínském Pekingu. V soutěži skeetařů nastřílel 117 bodů a k postupu do šestičlenného finále mu chyběly dva úspěšné zásahy. Celkově obsadil 16. místo.
V roce 2010 vyhrál mistrovství Evropy ve skeetu v Kazani a získal tak své první „velké“ zlato.
Na letních olympijských hrách v Londýně se umístil na šestém místě.